# Augustyn Wołoszyn

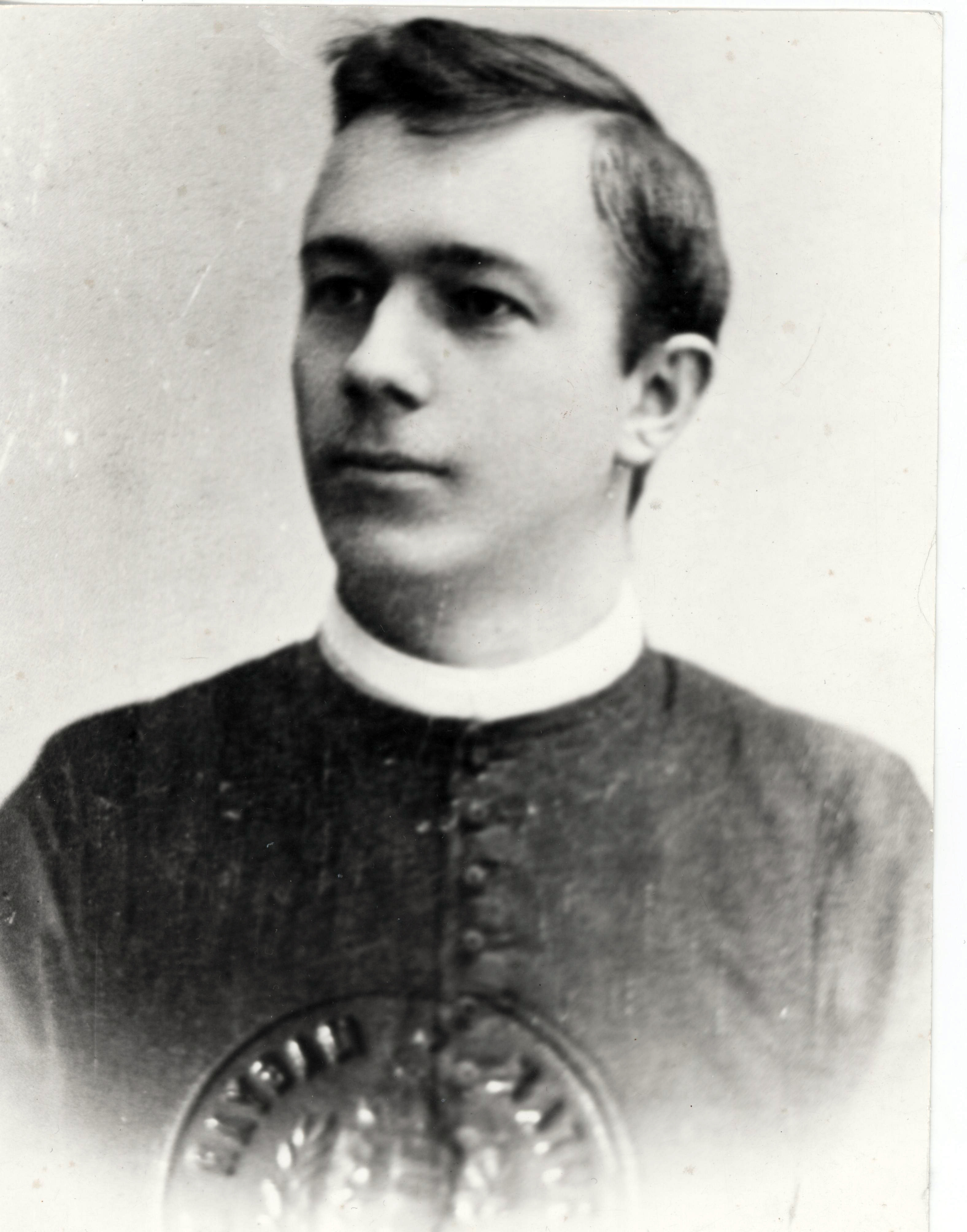
Augustyn Wołoszyn w młodości

Augustyn Wołoszyn (ukr. Авґустин Iванович Волошин, Awgustyn Iwanowycz Wołoszyn, cz. Augustin Vološin; ur. 17 marca 1874 we wsi Kełeczyn (węg. Kelecsény) pod Wołowem na Rusi Zakarpackiej, zm. 19 lipca 1945 w Moskwie) – ksiądz greckokatolicki, pedagog, ukraiński działacz społeczny i państwowy na Rusi Zakarpackiej orientacji czechosłowackiej, umiarkowany zwolennik opcji ukraińskiej, polityk międzywojennej Czechosłowacji, premier rządu autonomicznej Ukrainy Karpackiej w ramach Czecho-Słowacji, prezydent Karpato-Ukrainy. W okresie II wojny światowej wykładowca, prodziekan i rektor Wolnego Uniwersytetu Ukraińskiego w Pradze.

## Życiorys
Ukończył seminarium duchowne w Użhorodzie i wyższą szkołę pedagogiczną w Budapeszcie, po czym prowadził aktywną działalność kulturalną na Rusi Zakarpackiej. W latach 1900–1917 uczył matematyki w seminarium nauczycielskim w Użhorodzie, zaś w okresie 1917–1938 był dyrektorem tego seminarium i napisał dla niego kilka podręczników. W 1924 został szambelanem papieskim.
W 1918 przewodniczył Podkarpackiej Radzie Narodowej, która w 1919 skutecznie postulowała włączenie Rusi Zakarpackiej do Czechosłowacji. W 1920 był jednym z założycieli Ruskiej Partii Włościańskiej, przekształconej w 1924 w Partię Chrześcijańsko-Narodową, z ramienia której był w latach 1925–1929 posłem do Zgromadzenia Narodowego Czechosłowacji. W latach 1935–1938 honorowy prezes Proswity w Użhorodzie.
26 października 1938 został premierem rządu autonomicznej Ukrainy Karpackiej w ramach Czecho-Słowacji. Sprawował rządy autorytarne. Po rozwiązaniu 28 grudnia 1938 przez rząd Czecho-Słowacji istniejących partii politycznych jedyną organizacją było utworzone w styczniu 1939 przez działaczy rozwiązanych partii Ukraińskie Zjednoczenie Narodowe, które w lutym 1939 uzyskało 92,4% głosów w wyborach do sejmu Ukrainy Karpackiej. Rząd Wołoszyna podpisał umowy handlowe z III Rzeszą, zajmował się rozwojem kraju (zwłaszcza poprzez rozwój spółdzielczości rolnej i oświaty), a przede wszystkim utworzył siły zbrojne – Sicz Karpacką.
15 marca 1939 został (pierwszym i ostatnim) prezydentem Karpato-Ukrainy. Na ten urząd został zaprzysiężony w Chuście o godzinie 12. Niemal natychmiast nadeszła wiadomość o wkroczeniu na teren Karpato-Ukrainy wojsk węgierskich. Adolf Hitler, mimo iż kilka godzin wcześniej dał przyzwolenie na niepodległość nowego państwa, teraz odmówił udzielenia pomocy i wezwał do niestawiania oporu wkraczającym wojskom węgierskim. Po uzyskaniu odmowy na prośbę o udzielenie pomocy ze strony Rumunii, ok. godziny 18 ks. Wołoszyn wraz z członkami rządu opuścił Chust i 16 marca 1939 schronił się w Rumunii, co oznaczało de facto koniec pełnienia funkcji prezydenta Karpato-Ukrainy.
Okres II wojny światowej spędził w Pradze jako profesor pedagogiki, kierownik katedry pedagogiki, prodziekan wydziału filozoficznego, wreszcie rektor Wolnego Uniwersytetu Ukraińskiego. 21 maja 1945 został tam aresztowany przez Smiersz i wywieziony do Moskwy. Przetrzymywany w więzieniu Lefortowo, w lipcu 1945 zmarł w więzieniu Butyrki, według oficjalnej wersji na zawał.
15 marca 2002 odznaczony pośmiertnie przez prezydenta Łeonida Kuczmę tytułem Bohatera Ukrainy.

### Niektóre publikacje
- Читанка для угро-русской молодежи(1900),
- Азбука (1904)
- О письменном язицi Подкарпатських русинов (1920),
- Педагогічна психологія (1920)
- Педагогіка і дидактика (1920)
- Коротка історія педагогіки (1921),
- История педагогики для учительских семинарий (1923)
- О соцяльном вихованню (1924)
- Маруся Верховинка (1931),
- Без бога ні до порога (1935)
- Педагогчна психологя (1935)
- Логiка (1935)
- Методика народношкiльного навчання» (1935),
- Коротка iсторiя психологiї (1937)
- Педагогчна методологiя. Методологiя навчання t. 1 (1943)
- Спомини (1959)